# القاعدة (مبين)

تعديل مصدري - تعديل

القاعدة هي إحدى قرى عزلة بني الشومي بمديرية مبين التابعة لمحافظة حجة، بلغ تعداد سكانها 373 نسمة حسب تعداد اليمن لعام 2004.